# 澤鑑之丞
- 沢 鑑之丞
- 澤 鑑之丞

澤 鑑之丞（さわ かんのじょう、万延元年1月20日（1860年2月11日） - 1947年（昭和22年）5月21日）は、日本の海軍軍人。最終階級は海軍造兵総監（後の海軍技術中将）。

## 経歴
幕末期の幕臣、明治期の海軍教官・澤太郎左衛門の長男として生れる。1873年（明治6年）11月、軍医予科生徒となり、1876年（明治9年）9月28日、海軍兵学寮蒸気機関科生徒となる。
1881年（明治14年）7月、海軍機関士副に任官。同月、「扶桑」乗組となり、「筑紫」乗組、水雷局在勤などを経て、1885年（明治18年）6月、海軍少機関士に進級。長浦水雷局在勤、海軍省艦政局勤務を歴任し、1887年（明治20年）12月、海軍大技士に進級し艦政局兵器課課僚となる。海軍省第1局第1課次長、軍務局第2課課僚などを歴任し、1894年（明治27年）12月、海軍少技監に進級。1896年（明治29年）4月、海軍造兵少監に任官し、軍務局兵器課課僚を経て、1897年（明治30年）12月、海軍造兵中監に進級。
1899年（明治32年）2月、呉造兵廠製造科長となり、同年9月、海軍造兵大監に進級。1900年（明治33年）2月に造船造兵監督官としてイギリスに出張し、1902年（明治35年）4月に帰国。翌月、東京造兵廠長に就任し、次いで海軍造兵廠長となり、1906年（明治39年）11月、海軍造兵総監に進級。1912年（大正元年）12月1日、艦政本部出仕となり、1913年（大正2年）1月25日に待命。同年7月25日、予備役に編入された。後に日本赤十字社理事を務めた。

## 澤鑑之丞の記述にみる「国歌『君が代』の歌詞選出の由来」
著作『海軍七十年史談』339頁〜343頁において、海軍造兵総監原田宗介から伝えられた話として以下のような経緯が記載されている。明治2年にイギリスよりエジンバラ王子が訪問する際に、イギリス軍楽隊長フェントンから「日英両国国歌を演奏しなくてはならないので、日本国歌は如何なるもので宜しいか」と接伴掛に問い合わせがあった。当時、国歌というものがなかったので担当した原田が軍務官に問い合わせたところ、応対した川村純義は「良きに計らえ」と「ケンモホロロ」の挨拶であった。原田が戻り接伴掛で協議したところ、掛員の一人乙骨太郎乙の提案で現在の「君が代」の歌詞が、さらに薩摩琵琶歌の蓬莱山という古歌の節を採用し、フェントンに作曲させて国歌「君が代」（初代曲）が出来上がった、としている。近年も、この澤の記述を引用し「君が代」の由来とするものがある（例 CD『君が代のすべて』キングレコード、KICG3074 解説書中「国歌『君が代』の歴史」公式制度研究家・元総務庁審議官 水谷弘、2000年）

## 栄典
- 1909年（明治42年）12月20日 - 従四位[5]
- 1913年（大正2年）8月20日 - 正四位[6]

## 親族
- 三男 澤義道（海軍軍医中佐）
- 娘婿 鈴木乙免（海軍大佐）
- 義兄 小倉鋲一郎（海軍中将）
- 遠縁 武者錬三（京城電気（現・韓国電力公社）社長）
- 遠縁 古川阪次郎 - 澤の叔母の夫が古川の叔父[7]

## 著作
- 『近藤真琴先生伝』 攻玉社編 攻玉社維持会 1937年（昭和12年）3月5日。

海軍兵学校一等教官近藤真琴卒去50周年記念の伝記。澤は「幼稚舎の思ひ出」と題して寄稿。
13歳から攻玉義塾（のちの攻玉社）に通学し、近藤真琴に教えを受けた思い出を書いている。
- 『輝く軍艦旗』（記念座談と講演） 東洋出版協会 1938年（昭和13年）12月1日。

海軍中将武内重利司会、海軍中将中里重次、海軍少将日暮豊年、海軍少将向田金一との座談。
- 『帝国海軍小史』 東洋出版協会 1939年（昭和14年）7月20日。

「明治以後日清戦争まで」を分担執筆している。
- 『海軍兵学寮』 一二三利高編著 興亜日本社 1942年（昭和17年）5月1日。
- 『海軍七十年史談』 文政同志社、1942年（昭和17年）12月1日。